# Negeri Tua
Negeri Tua is een bestuurslaag in het regentschap Lampung Timur van de provincie Lampung, Indonesië. Negeri Tua telt 1393 inwoners (volkstelling 2010).